# N-Trance
N-Trance – brytyjska grupa tworząca muzykę elektroniczną taką jak eurodance, trance oraz techno. Założona przez Kevina O'Toole i Dale Longworth 25 lutego 1990 roku. Zespół dotychczas wydał 3 albumy i sprzedał 5 milionów płyt na całym świecie. Wybrane utwory to „Set you Free”, „Forever”, „D.I.S.C.O” i „Da Ya Think I'm Sexy?”.

## Single
- 1994 „Set You Free” (featuring Kelly Llorenna)
„Turn Up the Power”
- 1995

„Set You Free” (featuring Kelly Llorenna) (re-issue)
„Stayin' Alive” (featuring Ricardo da Force)
- 1996 „Electronic Pleasure”
- 1997 „D.I.S.C.O.”
„The Mind of the Machine”
„Da Ya Think I'm Sexy?” (featuring Rod Stewart)
- 1998 „Paradise City”
„Tears in the Rain”
- 1999 „Broken Dreams”
- 2000 „Shake Ya Body”
- 2001 „Set You Free 2001”
- 2002 „Forever”
- 2003 „Destiny”
- 2004 „I'm in Heaven”
- 2005 „Set You Free 2001” (re-entry)
- 2009 „Nothing Lasts Forever”
„Set You Free 2009”

## Albumy
- 1995 Electronic Pleasure
- 1998 Happy Hour
- 2009 The Mind of the Machine